# Liga Armada da Estônia

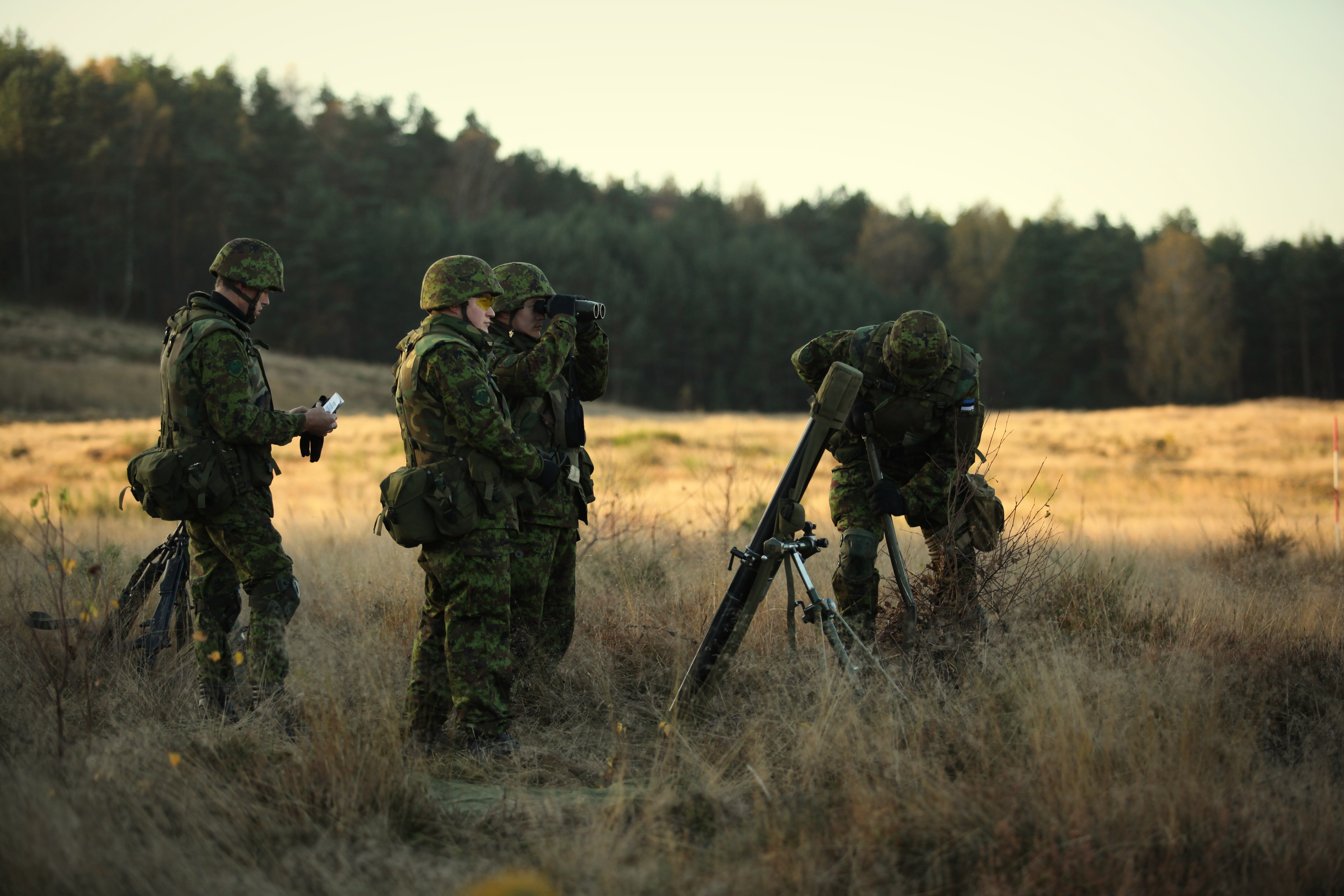
Soldados da Liga de Defesa Estoniana em 2013.

A Liga de Defesa da Estônia (em estoniana: Eesti Kaitseliit) são as forças paramilitares das Forças Armadas da República da Estônia. A Liga Armada é uma organização nacional militar de defesa voluntária no qual o objetivo é garantir a preservação da independência e a soberania do Estado, a integridade do seu território e sua ordem constitucional.
A Liga Armada possui armas e engaja em exercícios militares, cumprindo as tarefas que lhe é dada pela lei. A organização está dividida em 15 unidades regionais da cujas áreas de responsabilidade na maioria coincidem com as fronteiras das regiões da Estónia.